# کازوشیگه ناگاشیما
کازوشیگه ناگاشیما (انگلیسی: Kazushige Nagashima؛ زادهٔ ۲۶ ژانویهٔ ۱۹۶۶) بازیکن بیس‌بال اهل ژاپن است.